# Zeeslag bij Gibraltar
De Zeeslag bij Gibraltar vond plaats op 25 april 1607. Gedurende de Tachtigjarige Oorlog verraste een Nederlandse vloot een Spaanse vloot voor anker in de Baai van Gibraltar. Gedurende de vier uur durende actie werd, volgens Nederlandse bronnen, de gehele Spaanse vloot vernietigd.

## Betrokken eenheden
De Nederlandse vloot, bestaande uit 26 kleinere oorlogsschepen en vier vrachtvaarders werd geleid door Jacob van Heemskerck.
Het Nederlandse vlaggenschip heette Aeolus. Andere Nederlandse schepen waren De Tijger, De Zeehond, De Griffioen, De Roode Leeuw, De Gouden Leeuw, De Zwarte Beer, De Witte Beer, De Friesche Pinas, De Morgenster en De Olifantstromp van kapitein Harpert Maertenz Tromp en zijn negenjarige zoon, de latere beroemde admiraal Maarten Harpertszoon Tromp.
De Spaanse vloot van 21 schepen, waaronder 10 van de grootste galjoenen, werd geleid door Don Juan d'Alvares d'Ávila. Het Spaanse vlaggenschip San Augustín werd gecommandeerd door Don Juans zoon. Andere schepen waren Nuestra Señora de la Vega (Onze Dame van Vega) en Madre de Dios (Moeder Gods).
De Nederlandse vloot vertrok op 25 maart 1607 onder leiding van admiraal Jacob van Heemskerck. Het doel was het vernietigen van de Spaanse vloot, zodat vredesonderhandelingen makkelijker zouden worden. Bij het Iberisch Schiereiland gekomen, vernam hij dat een belangrijke Spaanse vloot zich in de Golf van Cádiz bevond.

## De slag
Bij het verschijnen van de Nederlandse vloot waren de Spanjaarden verrast.
Zij konden hun schepen niet meer buitengaats brengen, maar wisten wel 4000 soldaten aan boord van de vloot te brengen. Ook trokken zij hun schepen zo diep mogelijk in de baai terug. Hier werden ze in een keurige linie opgesteld. Don Juan Alvares, de kleine Nederlandse schepen ziende en vergelijkend met zijn eigen zeekastelen, vroeg aan een krijgsgevangen zeekapitein uit Rotterdam of die Nederlanders wel een aanval zouden wagen. De Rotterdamse kapitein antwoordde dat hij daar niet aan twijfelde.
Van Heemskerck liet enkele van zijn schepen in de ingang van de baai achter om de vijandelijke schepen ontsnapping te beletten. De aanvallende schepen kregen bevel zich op het Spaanse vlaggenschip te concentreren. De Nederlandse vloot voer de baai binnen, de kustbatterijen negerend.
Van Heemskerck werd bij de eerste benadering van het Spaanse vlaggenschip gedood doordat een kanonskogel zijn been afschoot. Ter wille van het moreel van de manschappen werd dit geheimgehouden tot na de slag.
Enkele galjoenen vatten vlam en een der Spaanse schepen explodeerde door een schot in het kruitmagazijn. De Nederlanders veroverden het Spaanse vlaggenschip, ze namen het niet mee als buit maar lieten het in de baai stranden.
Bij de vernietiging van de Spaanse schepen zetten de Nederlanders roeiboten uit en doodden honderden Spaanse soldaten en matrozen die probeerden het strand te bereiken.

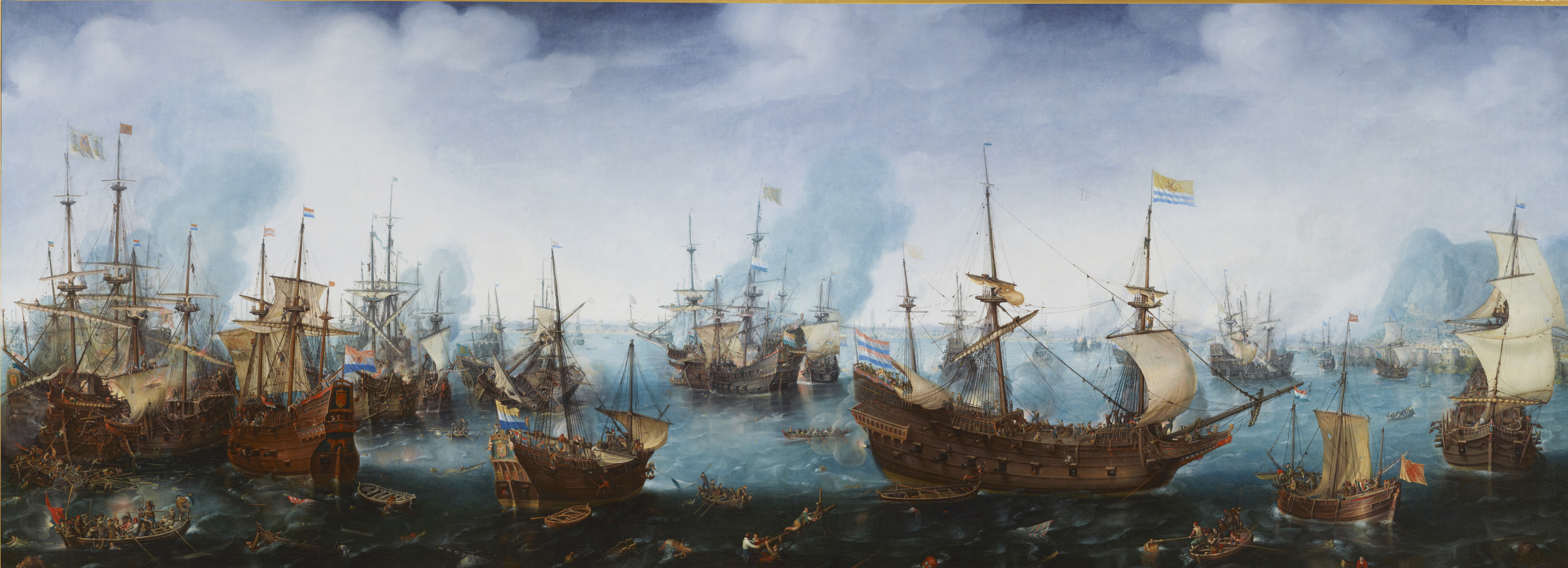
De zeeslag bij Gibraltar, 25 april 1607. Cornelis Claesz. van Wieringen

## Het resultaat

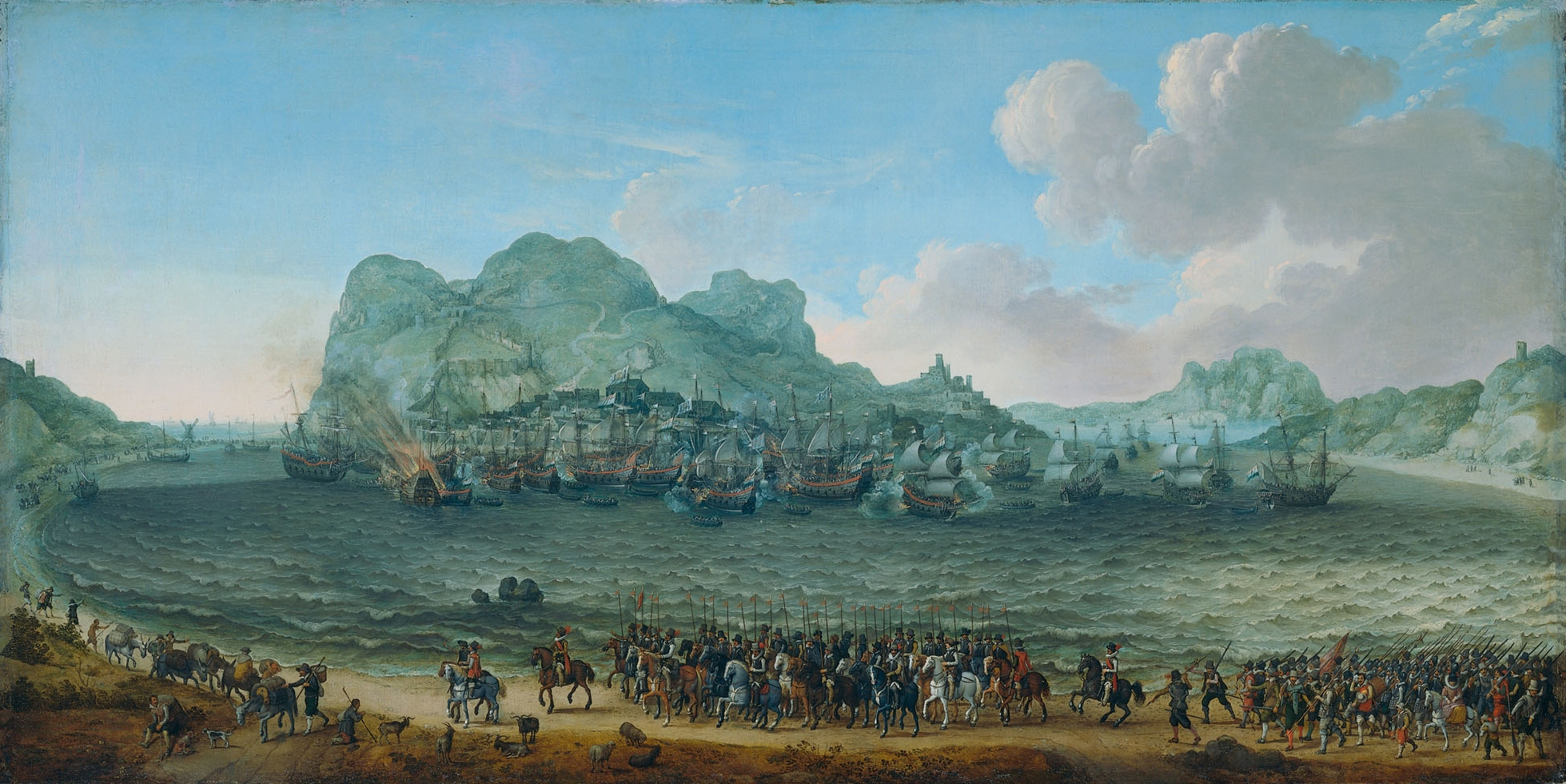
De overwinning van de Nederlanders op de Spanjaarden. Door Adam Willaerts (1617).

De Nederlanders verloren 100 man onder wie admiraal Van Heemskerck, 60 Nederlanders raakten gewond. De Spanjaarden verloren hun gehele vloot van 21 schepen en 4000 man inclusief admiraal Alvares.
Mede als gevolg van de vernietiging van deze Spaanse vloot gingen in 1608 vredebesprekingen van start die in 1609 resulteerden in het Twaalfjarig Bestand.